# Kanietöarna

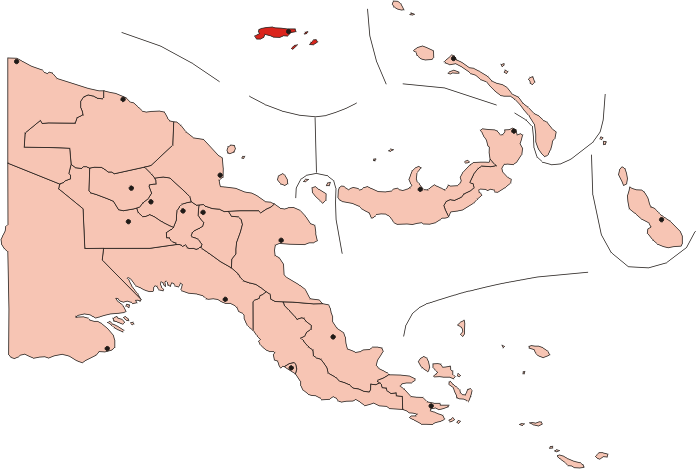
lägeskarta

Kanietöarna eller Kaniët och Saeöarna (tidigare Anachoretöarna, Kuniës och Iles des Anachorettes) är en ögrupp i Bismarckarkipelagen som tillhör Papua Nya Guinea i västra Stilla havet.

## Geografi
Kaniet-öarna utgör en del av Manusprovinsen och ligger cirka 1.100 km nordväst om Port Moresby och ca 200 km nordväst om huvudön Manus bland de Västra Öarna i Bismarckarkipelagen. Dess geografiska koordinater är 0°56′ S och 145°30′ Ö.
Öarna är en grupp korallatoller med 5 större öar och några småöar och har en area om ca 5 km². Den högsta höjden är på endast några m ö.h.
Ögruppen består av
- Kaniet Islands
  - Suf, huvudön, samt Taling, Tatak och Vasan och revområden

- Sae Islands, nordväst om Suf
  - med småöar och revområden

## Historia
Ögruppen upptäcktes 1768 av franske kaptenen Louis Antoine de Bougainville som han då namngav "Iles des Anachorettes".
Området hamnade 1885 under tysk överhöghet och införlivades 1899 i området Tyska Nya Guinea och förvaltades av handelsbolaget Neuguinea-Compagnie.
Under första världskriget erövrades området 1914 av Australien som senare även fick officiellt förvaltningsmandat för hela Bismarckarkipelagen av Förenta Nationerna.
1942 till 1944 ockuperades området av Japan men återgick 1949 till australiskt förvaltningsmandat tills Papua Nya Guinea blev självständigt 1975.